# Alessandro Foglietta
Alessandro Foglietta (n. 1 februarie 1953) este un om politic italian, membru al Parlamentului European în perioada 2004-2009 din partea Italiei. 
1. ↑  Deputații în Parlamentul European